# (2975) Spahr
(2975) Spahr (1970 AF1; 1957 HU; 1967 GH; 1970 AK1; 1970 CB; 1978 PF4) ist ein ungefähr sechs Kilometer großer Asteroid des inneren Hauptgürtels, der am 8. Januar 1970 von den russischen (damals: Sowjetunion) Astronomen Heino Iogannowitsch Potter und A. Lokalow am Cerro El Roble-Observatorium auf dem Cerro El Roble im Nationalpark La Campana in der Región de Valparaíso in Chile (IAU-Code 805) entdeckt wurde.

## Benennung
(2975) Spahr wurde nach dem US-amerikanischen Astronomen Timothy B. Spahr (* 1970) benannt, der am Bigelow Sky Survey beteiligt war. Die Benennung wurde von den US-amerikanischen Astronomen Brian Marsden, Gareth Vaughan Williams und S. M. Larson vorgeschlagen.